# مهران‌کوشک
روستای مهران‌کوشک، روستایی است در دهستان باغستان از توابع بخش اسلامیه شهرستان فردوس.
این روستا، بر اساس سرشماری سال ۱۳۹۵، ۲۱۰ نفر جمعیت داشته که نسبت به سرشماری ۱۰ سال قبل (۴۱۸ نفر در سال ۱۳۸۵)، سالانه حدود ۶٫۶ درصد کاهش داشته‌است.

## موقعیت
روستای مهران کوشک در فاصله ۱۵ کیلومتری شمال شهر فردوس واقع شده و مردمش به گویش تونی صحبت می‌کنند.

## آثار تاریخی
- آب‌انبار مهران کوشک